# جیمی اسمیت
جیمی اسمیت (به انگلیسی: Jimmy Smith) نوازنده ارگ و یکی از نوابغ بداهه‌نوازی جاز. در ۱۹۲۵ در شهر نوریس تاون (Norris Town) ایالت پنسیلوانیای آمریکا از پدر و مادری هنرمند زاده شد. پدر او که خود نوازنده پیانوی جاز بود، اولین آموزگار موسیقی جیمی بود.
 او از پدرش پیانو را آموخت و رفته رفته استعداد خود در موسیقی جاز را نشان داد و در رادیوی ایالتی به نوازندگی مشغول شد و شبها در کنار پدرش در باشگاههای شبانه می‌نواخت.